# Eolycosa lorenzi
Eolycosa
Genre
Espèce
Eolycosa lorenzi, unique représentant du genre Eolycosa, est une espèce fossile d'araignées de la famille des Arthromygalidae.

## Distribution
Cette espèce a été découverte à Rakovník en Tchéquie. Elle date du Carbonifère.

## Publication originale
- Kušta, 1885 : Neue fossile Arthropoden aus dem Noeggarathienschiefer von Rakonitz. Sitzungsberichte der Königlich Böhmischen Gesellschaft der Wissenschaften, Mathematisch-Naturwissenschaftliche Klasse, vol. 1885, p. 1–7 (de).